# Präfektur Bas-Mono

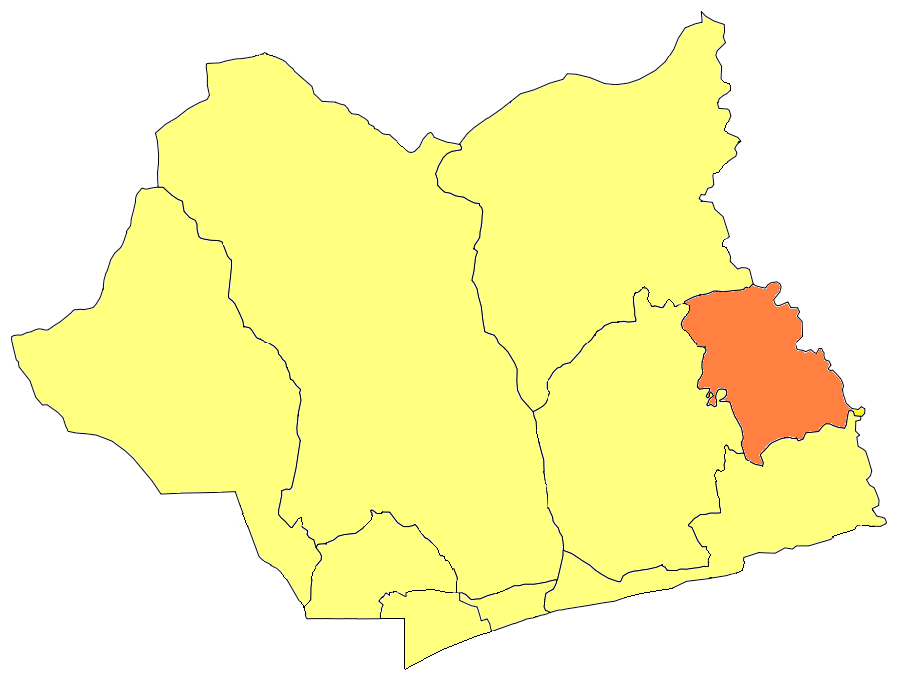
Lage der Präfektur Bas-Mono innerhalb der Region Maritime.

Die Präfektur Bas-Mono ist eine Präfektur in Togo mit 94.860 Einwohnern (Stand: 2022). Sie liegt in der Region Maritime und grenzt im Norden an die Präfektur Yoto der Region Maritime, im Osten an Benin, im Süden an die Präfektur Lacs und im Westen an die Präfektur Vo der Region Maritime. Verwaltungssitz ist Afagnagan.
Die Verwaltungseinheit wurde zunächst als Unterpräfektur Afagnan gebildet und im Jahr 2009 zur Präfektur erhoben. In diesem Zuge erhielt sie ihren heutigen Namen. Bas-Mono ist in zwei Kommunen mit insgesamt sieben Kantonen unterteilt:
- Bas-Mono 1 mit den Kantonen Afagnagan, Afagnan-Gbléta, Agomé-Glozou und Kpétsou.
- Bas-Mono 2 mit den Kantonen Agbétiko, Attitogon und Hompou.